# Angels Unawares
Angels Unawares (Àngels inesperats) és una escultura de bronze de Timothy Schmalz instal·lada a la Plaça de Sant Pere del Vaticà des del 29 de setembre del 2019, el 105 Dia Mundial dels Migrants i Refugiats. En la seva inauguració el Papa Francesc va comentar que volia que l'escultura "recordés a tothom el repte evangèlic d'acollir".
L'escultura de sis metres d'alçada representa un grup de migrants i refugiats en un vaixell amb una indumentària que mostra una procedència de diverses cultures i moments històrics. Entre d'altres hi ha un jueu que fuig de l'Alemanya nazi, un sirià que marxa de la guerra civil de Síria i un polonès que s'escapa del règim comunista. L'autor de l'obra va dir que "volia reflectir els diferents estats d'ànim i emoció implicats en el viatge d'un migrant" i per aquest motiu hi ha tant l'alegria per un nou començament i plors per haver deixat la família enrere. Anteriorment l'artista ja havia fet escultures de temàtica similar com Jesús sense llar, amb còpies a diversos indrets com Barcelona. S'hi veuen un parell d'ales d'àngel, el que segons l'autor suggereix que ajudar un migrant és com ajudar un àngel. L'artista es va inspirar en Hebreus 13:2, que diu: "No us oblideu de practicar l'hospitalitat; gràcies a ella, alguns, sense saber-ho, van acollir àngels".
La idea de l'escultura va ser del cardenal Michael Czerny, que la va encomanar el 2016. Entre les persones representades al vaixell hi ha els pares del cardenal, que van haver d'emigrar de Txecoslovàquia al Canadà. El cost de l'escultura el va assumir l'entitat benèfica Rudolph P. Bratty Family, impulsada per Rudy Bratty, un fill d'immigrants del nord d'Itàlia. L'escultura va ser presentada el 29 de setembre del 2019 pel Papa Francesc i quatre refugiats de diverses parts del món. Hi ha una reproducció més petita, que fa un metre i mig d'alt, que s'instal·larà de manera permanent a la Basílica de Sant Pau Extramurs de Roma.